# クリフ・ショー
J・C・ショー (J.C.Shaw)、クリフ・ショー (Cliff Shaw) として知られた、ジョン・クリフォード・ショー（John Clifford Shaw、1922年 – 1991年）は、ランド研究所に所属したアメリカ合衆国のシステム・プログラマ。世界初の人工知能プログラムとされる Logic Theorist の共同開発者のひとりであり、1950年代のプログラミング言語であるInformation Processing Language (IPL)の開発者のひとりである。IPLは、JOSS言語の真の「父」であると考えられている。プログラミングの歴史における最も重要な出来事のひとつは、IPL-V言語の開発過程における、アレン・ニューウェル、ハーバート・A・サイモンとクリフ・ショーの3人による「リスト処理」という概念の開発であった。